# Бошко Станојчић Руђинчанин
Бошко Станојчић Руђинчанин (1941 — 2021) био је српски културни радник. Дугогодишњи директор Културног центра Врњачка Бања, један од оснивача „Врњачких културних свечаности”, „Великог митинга поезије”, часописа „Замак културе”, Фестивала филмског сценарија. Објавио је укупно 17 књига што књига песам што мнографија (о Добрици Ћосићу, Владети Вуковићу и Миодрагу Б. Протићу). Добитник је награде „Прстен Деспота Стефана Лазаревића” и Вукове награде за животно дело 2002. године.